# Große Rohrratte
Die Große Rohrratte  (Thryonomys swinderianus) ist eine der beiden Arten der Rohrratten innerhalb der Stachelschweinverwandten. Sie ist in großen Teilen Afrikas südlich der Sahara verbreitet und gehört neben den Stachelschweinen und den Springhasen zu den größten Nagetieren Afrikas.

## Merkmale

### Allgemeine Merkmale
Die Große Rohrratte ist eines der größten Nagetiere Afrikas und wird dort nur von den Arten der Stachelschweine (Hystrix) und der Springhasen (Pedetes) übertroffen. Die Kopf-Rumpf-Länge beträgt 67 bis 79 Zentimeter bei den Männchen und 65 bis 67 Zentimeter bei den Weibchen mit einem Gewicht von etwa 3 bis 5 Kilogramm. Der Schwanz erreicht eine Länge von 16,5 bis 19,5 Zentimeter und ist damit im Verhältnis relativ kurz. Die Hinterfußlänge beträgt 80 bis 100 Millimeter, die Ohrlänge 30 bis 45 Millimeter. Prinzipiell sind die Männchen etwas größer und schwerer als die Weibchen.
Die Tiere haben einen gedrungenen und kräftigen Körperbau mit einem kurzen und flachen Kopf. Das Fell ist dicht und rau, es ist braun bis rehbraun mit gelben und schwarzen Flecken; teilweise kann es am Rücken und der Stirn dunkler bis fast schwarz sein. Die Haare sind weitgehend braun mit einem gelblichen Ring nahe dem terminalen Ende und einer schwarzen Haarspitze. Die Flanken sind ebenfalls braun und gehen in die weiß-graue Färbung der Bauchseite über. Der Kopf ist kurz mit breiter und stumpfer Schnauze. Die Augen sind klein, das Maul liegt ventral und wird von der vergrößerten Nasenregion überdeckt. Die ebenfalls kleinen und gerundeten Ohren liegen eng am Kopf an, sie sind mit kurzen Haaren besetzt und häufig von der langen Wangenbehaarung verdeckt.
Die Vorder- und Hinterbeine sind kurz und sehr kräftig gebaut, sie besitzen kräftige Krallen. Die Vorderfüße besitzen fünf Zehen, von denen der erste vergleichsweise kurz und der fünfte nur rudimentär ausgebildet ist. Die Hinterfüße haben nur vier Zehen, der erste fehlt und der fünfte ist sehr klein; die Unterseite der Füße ist behaart. Der Schwanz ist kurz und nur am Ansatz dicht behaart, der übrige Teil ist mit kleinen Schuppen bedeckt. Er hat einen dicken Ansatz und verjüngt sich zum Ende.
Die Weibchen besitzen drei Paar Zitzen in der Leistengegend.

### Merkmale des Schädels

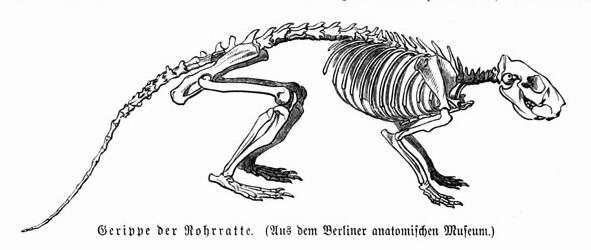
Skelett der Großen Rohrratte, Darstellung aus Brehms Thierleben, 1883

Der Schädel der Tiere ist kräftig gebaut und erreicht eine Gesamtlänge von 86,5 bis 95 Millimetern. Die Breite im Bereich der Jochbögen beträgt 55,6 bis 61,3 Millimeter und die Zahnreihe vom ersten Prämolaren bis zum letzten Molaren (M3) beträgt 18 bis 19,5 Millimeter. In der Seitenansicht ist der vordere Schädelbereich bogenförmig, die Jochbögen beginnen an der Schädeloberseite und stehen weit ab. Die Tiere besitzen zudem gut ausgeprägte Knochenkämme über den Augen. Die oberen Schneidezähne sind breit und an der Außenseite mit einer dicken orangefarbenen Schicht Dentin besetzt. Beide Zähne besitzen auf der Außenseite drei Längsrillen, wobei sich die äußere Rille etwa in der Mitte des Zahnes befindet. Die Prämolaren und Molaren weisen ein komplexes Faltmuster des Zahnschmelzes mit jeweils zwei Falten an der Außenseite und einer an der Innenseite auf. In der Individualentwicklung bricht der dritte Molar erst deutlich später aus dem Kiefer durch als die anderen Backenzähne.

## Verbreitung

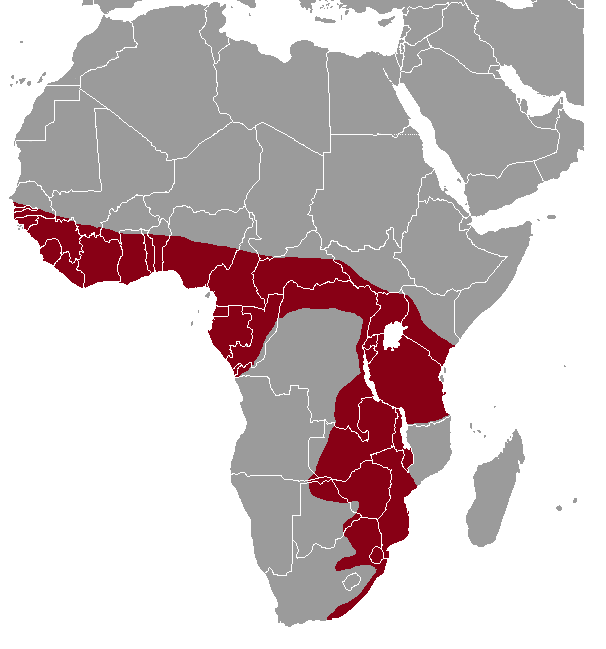
Verbreitungskarte der Großen Rohrratte

Das Verbreitungsgebiet der Großen Rohrratte umfasst einen großen Teil Afrika südlich der Sahara. Es reicht von Senegal, Gambia und Guinea in Westafrika über Zentralafrika bis Kenia, Uganda und Tansania in Ostafrika sowie von dort nach Süden bis in den Südosten von Südafrika. Die verfügbaren Lebensräume sind dabei teilweise fragmentiert und fleckenhaft, sie kommt also nicht im gesamten Gebiet vor. In den Regenwaldgebieten Zentralafrikas sowie in trockenen Wüsten und Halbwüstengebieten in Namibia, Angola und Südafrika ist die Art dagegen nicht anzutreffen. Die Höhenverbreitung reicht bis maximal 1.800 Meter auf dem Kilimanjaro.

## Lebensweise

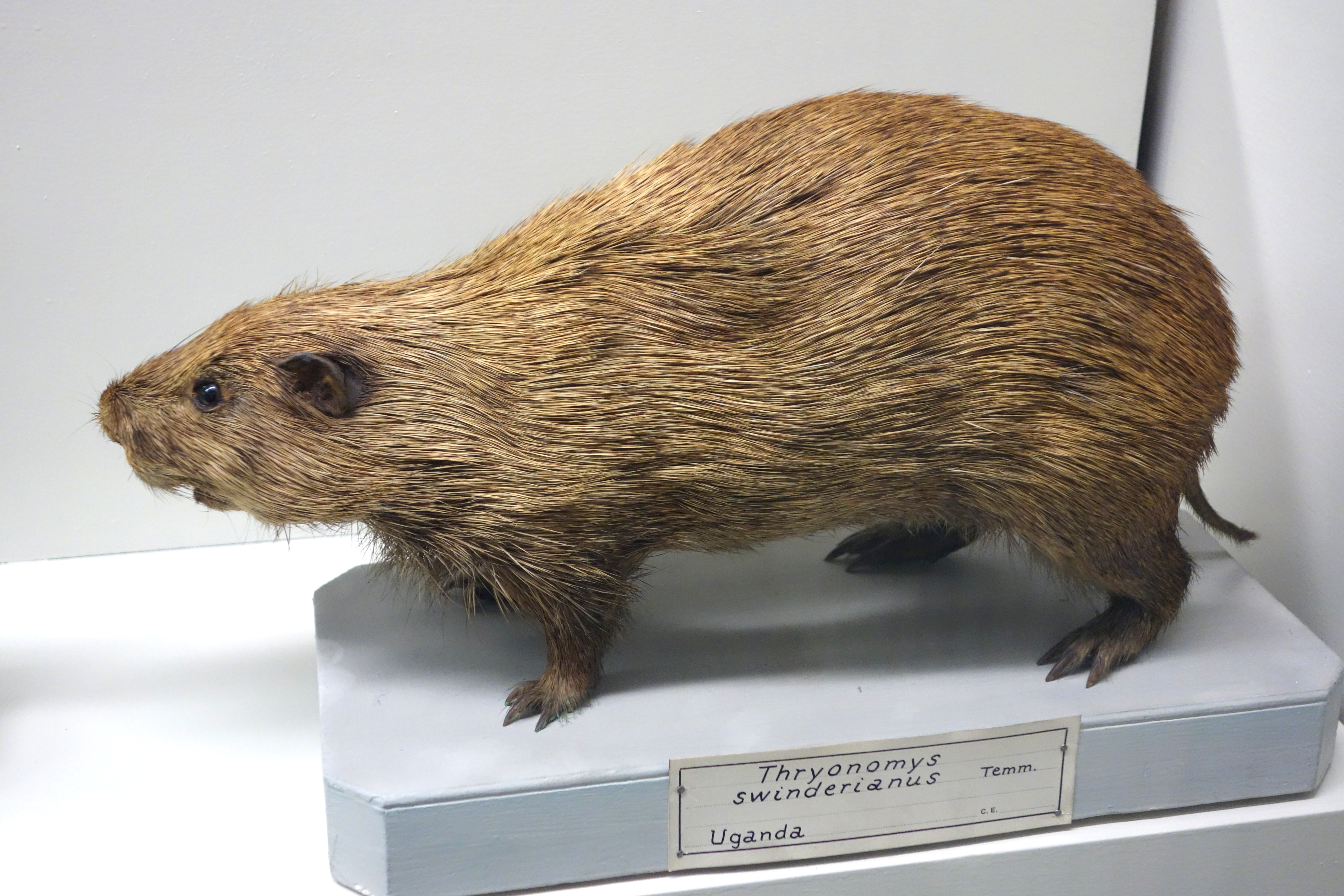
Große Rohrratte, Präparat

Sie leben in dicht bewachsenen Gras- und Savannengebieten in der Nähe von Feuchtgebieten und Sümpfen mit Schilfbestand sowie den Ufern von Flüssen und Seen, dabei auch in Restflächen gerodeter Regenwälder. Daneben kommen sie  auch auf landwirtschaftlich genutzten Flächen wie Maisfeldern, Zuckerrohrplantagen sowie in Randbereichen von Städten und Siedlungen vor. Auch in Erdnussfeldern, Palmölplantagen und anderen Agrarflächen kommen sie vor und können dort erhebliche Schäden anrichten, weshalb sie lokal als Schädlinge bekämpft werden.
Die Tiere sind nachtaktiv, in geschützten Bereichen können sie jedoch auch tagsüber anzutreffen sein. Bei Störungen sind sie in der Lage, schnell zu laufen und verfallen nach längeren Laufstrecken nicht selten in eine Starre, um sich besser zu verstecken. Dabei nutzen sie Laufstrecken in der dichten Vegetation. Sie sind zudem gute Schwimmer. Tagsüber halten sie sich in flachen Gruben in der Vegetation auf, die häufig von Wällen aus Gras- und Schilfstengeln umgeben sind. Zudem nutzen sie Spalten und verlassene Erdbauten anderer Tiere wie Erdferkel- oder Stachelschwein-Höhlen.

### Ernährung
Die Große Rohrratte ernährt sich herbivor von Pflanzenmaterial, wobei sie vor allem die Stängel von Gräsern und Riedgräsern frisst. Sie fressen dabei vor allem die dickeren Stängel, wobei sie in der Regel ihren Kopf seitlich an den Stängel legen und diese mit den Außenseite der oberen Schneidezähne in einem Winkel von etwa 45° abbeißen können. Das abgebissene Stück wird dann mit dem Mund aufgenommen und mit den Zähnen gespalten. Die zerteilten Stücken werden dann mit den Vorderfüßen festgehalten und zum Fressen in den Mund geführt. Mit den Schneidezähnen teilen sie die Stücke weiter und beißen Spähen ab, die sie dann mit den Backenzähnen mit typischen Kaubewegungen zerkauen. Die samentragenden Spitzen werden vollständig in den Mund geschoben und die Samen mit den Zähnen abgeschabt.
In landwirtschaftlichen Flächen ernähren sich die Tiere von Mais, Zuckerrohr und Hirse. Die Frasstellen sind durch die in Stapeln liegenden Stengelstücke gekennzeichnet. Sie hinterlassen an diesen Stellen zudem typische Kotpillen.

### Fortpflanzung
Die Paarung findet von April bis Juni statt. Nach einer Tragzeit von 2–3 Monaten kommen 2 bis 4 weit entwickelte Junge zur Welt. Diese werden in einer mit Gräsern ausgepolsterten ausgehobenen Erdmulde abgelegt. Sie öffnen die Augen gleich nach der Geburt und können bereits nach kurzer Zeit mit den Eltern umherziehen. Im Alter von einem Jahr sind die Jungen geschlechtsreif.

### Fressfeinde und Parasiten
Zu den natürlichen Fressfeinden der Großen Rohrratte zählen verschiedene Raubtiere wie der Leopard, der Serval, Wildhunde und andere. Hinzu kommen Schlangen wie der Python und verschiedene Greifvögel. Unter den Ektoparasiten sind vor allem Zecken verbreitet, zudem sind verschiedene Fadenwürmer und Bandwürmer nachgewiesen.

## Systematik

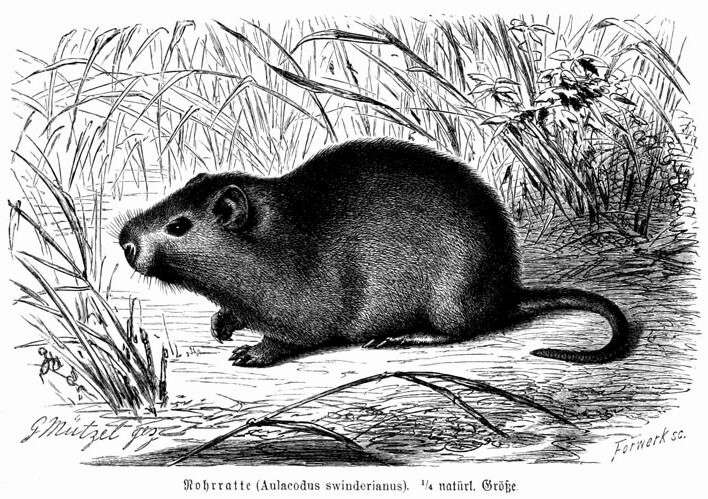
Große Rohrratte, Darstellung aus Brehms Thierleben, 1883

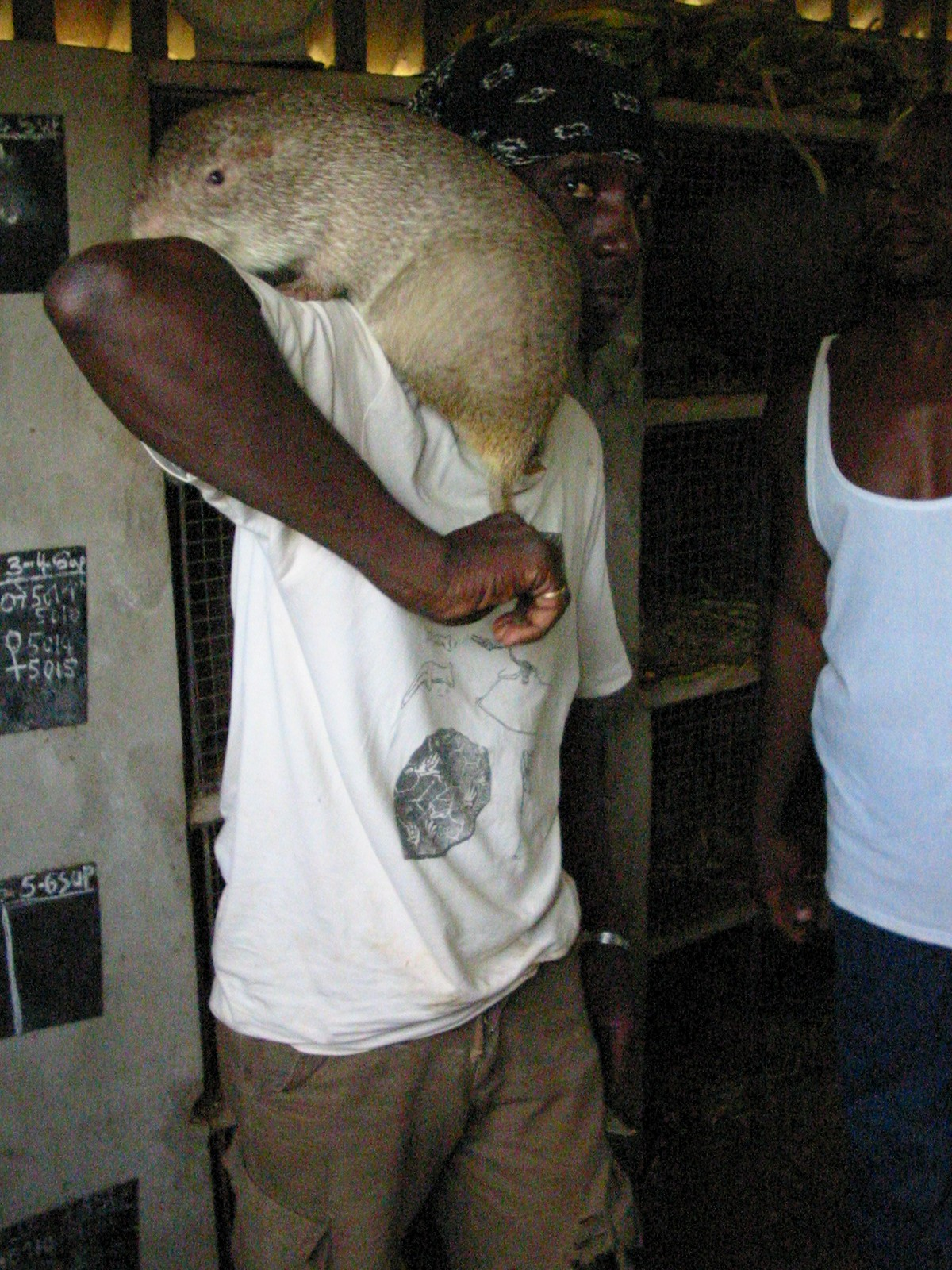
Große Rohrratte in einer Zuchtstation

Die Große Rohrratte ist eine eigenständige Art der Rohrratten (Thryonomys) innerhalb der Stachelschweinverwandten (Hystricomorpha), die neben ihr nur noch die Kleine Rohrratte (T. gregorianus) enthalten. Die wissenschaftliche Erstbeschreibung stammt von Coenraad Jacob Temminck, der sie 1827 von der Typlokalität Sierra Leone beschrieb zu Ehren von Theodorus van Swinderen als Aulacodus swinderianus benannte.
Innerhalb der Art werden aktuell keine Unterarten unterschieden.

## Gefährdung  und Schutzmaßnahmen
Die Große Rohrratte wird in fast allen Regionen, in denen sie lebt, als Fleischlieferant genutzt und bejagt. In Teilen von Afrika sind sie eine beliebte Fleischquelle und werden als Bushmeat gejagt, verkauft und verzehrt. Die Jagd ist in der Regel legal möglich und hat wahrscheinlich nur geringen Einfluss auf die Populationen. Dabei gehört sie neben dem Afrikanischen Quastenstachler zu den am meisten bejagten und gehandelten Bushmeat-Arten West- und Zentralafrikas. Zur Jagd werden Jagdhunde genutzt oder die Tiere werden durch Brände aufgescheucht und geschossen oder mit Fallen gefangen. Regional, etwa im Süden Nigerias, stellen sie 20 bis 35 % der als Bushmeat genutzten Tiere dar und sind die häufigsten oder zweithäufigsten Tiere, die auf den lokalen Fleischmärkten angeboten werden. Auf den Märkten in Accra in Ghana wurden Anfang der 1970er Jahre über das Jahr etwa 110.000 Kilogramm  verkauft, was etwa 40.000 bis 55.000 Tieren entspricht.
Obwohl die Menschen sie wegen ihres Fleisches bejagen, ist diese Art noch relativ häufig und kommt auch in Schutzgebieten vor, zudem weist sie ein sehr großes Verbreitungsgebiet auf. Daher wird sie von der IUCN als nicht gefährdet (Least Concern, LC) eingestuft.

## Belege
1. 1 2 3 4 5 6 7 8 9 10 11 12  
D.C.D. Happold: Thryonomys swinderianus. In: Jonathan Kingdon, David Happold, Michael Hoffmann, Thomas Butynski, Meredith Happold und Jan Kalina (Hrsg.): Mammals of Africa Volume III. Rodents, Hares and Rabbits. Bloomsbury, London 2013, S. 688–690; ISBN 978-1-4081-2253-2.
2. 1 2 3 4  
Thryonomys swinderianus in der Roten Liste gefährdeter Arten der IUCN 2016. Eingestellt von: M. F. Child, 2016. Abgerufen am 21. Mai 2020.
3. 1 2 3  
Thryonomys swinderianus. In: Don E. Wilson, DeeAnn M. Reeder (Hrsg.): Mammal Species of the World. A taxonomic and geographic Reference. 2 Bände. 3. Auflage. Johns Hopkins University Press, Baltimore MD 2005, ISBN 0-8018-8221-4.